# Cute
Cute (/kjuːto/, ofte skrevet °C-ute (℃-ute)) var  en japansk idolpigegruppe der var aktiv fra 2005 – 2017, produceret af Tsunku. Gruppen bestod af 5 teenage-piger.
Cute betyder, oversat til dansk, "nuttet".

## Historie
Cute blev dannet i 2005 med 7 medlemmer. I januar 2006 blev Kanna Arihara bandets ottende medlem. Kort efter forlod Megumi Murakami gruppen, og de var 7 medlemmer igen. I 2009 forlod både Kanna og Erika gruppen, og siden det er der ikke sket nogle udskiftninger i gruppen.
Members
| Membros | Maimi Yajima, Erika Umeda, Saki Nakajima, Airi Suzuki, Chisato Okai, Mai Hagiwara, Kanna Arihara |
| Na rede |                                                                                                  |

## Diskografi

### Studiealbum
- 2006: Cutie Queen VOL. 1 (キューティークイーン ＶＯＬ．１)
- 2007: 2 mini ~Ikiru to Iu Chikara~ (②ｍｉｎｉ ～生きるという力～)
- 2008: 3rd ~LOVE Escalation!~ (３ｒｄ～ＬＯＶＥ　エスカレーション！～)
- 2009: 4 Akogare My STAR (④憧れＭｙＳＴＡＲ)
- 2009: °C-ute Nan Desu! Zen Single Atsumechaimashita! 1 (℃－ｕｔｅなんです！全シングル集めちゃいましたっ！①)
- 2010: Shocking 5 (ショッキング５)
- 2011: Chō WONDERFUL! 6 (超WONDERFUL!6)
- 2012: Dai Nana Shō "Utsukushikutte Gomen ne" (第七章「美しくってごめんね」)
- 2012: 2 Cute Shinseinaru Best Album (②℃-ute神聖なるベストアルバム)
- 2013: 8 Queen of J-pop (⑧ Queen of J-POP)

### Singler
- 2006: "Massara Blue Jeans" (まっさらブルージーンズ)
- 2006: "Soku Dakishimete" (即 抱きしめて)
- 2006: "Ōkina Ai de Motenashite" (大きな愛でもてなして)
- 2006: "Wakkyanai (Z)" (わっきゃない（Ｚ）)
- 2007: "Sakura Chirari" (桜チラリ)
- 2007: "Meguru Koi no Kisetsu" (めぐる恋の季節)
- 2007: "Tokaikko Junjō" (都会っ子 純情)
- 2008: "LALALA Shiawase no Uta" (ＬＡＬＡＬＡ 幸せの歌)
- 2008: "Koero! Rakuten Eagles" (越えろ!楽天イーグルス)
- 2008: "Namida no Iro" (涙の色)
- 2008: "Edo no Temari Uta II" (江戸の手毬唄Ⅱ)
- 2008: "FOREVER LOVE" (ＦＯＲＥＶＥＲ ＬＯＶＥ)
- 2009: "Bye Bye Bye!" (Ｂｙｅ Ｂｙｅ Ｂｙｅ！)
- 2009: "Shochū Omimai Mōshiagemasu" (暑中お見舞い申し上げます)
- 2009: "EVERYDAY Zekkōchō!!" (ＥＶＥＲＹＤＡＹ絶好調！！)
- 2010: "SHOCK!" (ＳＨＯＣＫ！)
- 2010: "Campus Life ~Umarete Kite Yokatta~" (キャンパスライフ～生まれて来てよかった～)
- 2010: "Dance de Bakōn!" (Ｄａｎｃｅでバコーン！)
- 2010: "Akuma de Cute na Seishun Graffiti" (アクマでキュートな青春グラフィティ)
- 2010: "Aitai Lonely Christmas" (会いたいロンリークリスマス)
- 2011: "Kiss me Aishiteru" (Kiss me 愛してる)
- 2011: "Momoiro Sparkling" (桃色スパークリング)
- 2011: "Sekaiichi Happy na Onna no Ko" (世界一ＨＡＰＰＹな女の子)
- 2012: "Kimi wa Jitensha Watashi wa Densha de Kitaku" (君は自転車 私は電車で帰宅)
- 2012: "Aitai Aitai Aitai na" (会いたい 会いたい 会いたいな)
- 2012: "Kono Machi" (この街)
- 2013: "Crazy Kanzen na Otona" (Crazy 完全な大人)
- 2013: "Kanashiki Amefuri / Adam to Eve no Dilemma" (悲しき雨降り／アダムとイブのジレンマ)
- 2013: "Tokai no Hitorigurashi / Ai tte Motto Zanshin" (都会の一人暮らし／愛ってもっと斬新)

## Videografi

### Musikvideoer
| Single nr.              | Titel                                                    | Officielle video på YouTube |
| ----------------------- | -------------------------------------------------------- | --------------------------- |
| Uafhængigt pladeselskab |                                                          |                             |
| 1                       | "Massara Blue Jeans"                                     | se                          |
| 2                       | "Soku Dakishimete"                                       | se                          |
| 3                       | "Ōkina Ai de Motenashite"                                | se                          |
| 4                       | "Wakkyanai (Z)" (Live Version)                           | se                          |
| Store pladeselskab      |                                                          |                             |
| 1                       | "Sakura Chirari"                                         | se                          |
| 2                       | "Meguru Koi no Kisetsu"                                  | se                          |
| 3                       | "Tokaikko Junjō"                                         | se                          |
| 4                       | "LALALA Shiawase no Uta"                                 | se                          |
| —                       | "Koero! Rakuten Eagles" (°C-ute Ver.)                    | se                          |
| 5                       | "Namida no Iro"                                          | se                          |
| 6                       | "Edo no Temari Uta II"                                   | se                          |
| 7                       | "FOREVER LOVE"                                           | se                          |
| 8                       | "Bye Bye Bye!"                                           | se                          |
| 9                       | "Shochū Omimai Mōshiagemasu"                             | se                          |
| 10                      | "EVERYDAY Zekkōchō"                                      | se                          |
| 11                      | "SHOCK!"                                                 | se                          |
| —                       | "Shigatsu Sengen"                                        | se                          |
| 12                      | "Campus Life ~Umarete Kite Yokatta~"                     | se                          |
| 13                      | "Dance de Bakōn"                                         | se                          |
| 14                      | "Aitai Lonely Christmas"                                 | se                          |
| 15                      | "Kiss me Aishiteru"                                      | se                          |
| 16                      | "Momoiro Sparkling"                                      | se                          |
| 17                      | "Sekaiichi HAPPY na Onna no Ko"                          | se                          |
| —                       | "Amazuppai Haru ni Sakura Saku" af Berryz Kobo × °C-ute  | se                          |
| —                       | "Busu ni Naranai Tetsugaku" af Hello! Project Mobekimasu | se                          |
| —                       | "Yuke! Genki-kun" af Mai Hagiwara                        | se                          |
| 18                      | "Kimi wa Jitensha Watashi wa Densha de Kitaku"           | se                          |
| —                       | "Chō HAPPY SONG" af Berryz Kobo × °C-ute                 | se                          |
| 19                      | "Aitai Aitai Aitai na"                                   | se                          |